# Karajtín
Karajtín (arabsky القريتين‎) nebo také Karjatajn je město ležící na jihovýchodě syrského guvernorátu Homs, nacházející se v jedné z oáz Syrské pouště. Nedaleko se nachází antické město Palmýra (severovýchodně) nebo města Mahín a Sadad (západně). Město leží na silnici č. 7 spojující historickou Palmýru s pohořím Antilibanon na syrsko-libanonské hranici. Název bývá z arabštiny překládán jako "Dvě vesnice". V roce 2004 žilo ve městě asi 14 tisíc obyvatel, kteří většinou vyznávají sunnitský islám, nebo křesťanství.

## Historie
V době vlády etnika Amoritů bylo město známé pod jménem Nazala a složilo jako sídlo korunního prince z Qatny (západně od Karajtínu, jižně od Homsu). Zmíněno bylo též v Achetatonském archivu.

### Antika
V Karajtínu se nachází množství nejrůznějších řecko-římských staveb včetně rozsáhlých lázní, zvané Hamaam Balkis. Ty během římské nadvlády sloužily jako lidové zdravotnické středisko a základna pro oddíly legionářské jízdy zvané Equites Promoti Indigenae. Kromě toho zde stojí také řada korintských sloupů a mramorových ornamentů a to z doby kdy byla hlavním městem regionu Palmýra. Ve městě se dokonce našly nápisy vytvořené obyvateli Palmýry a zasvěcené "Velkému bohu Nazalovi". Před islámskou nadvládou měli ve městě základnu křesťanští Ganasidé (Arabové, kteří uprchli z arabského poloostrova a přijali křesťanství).

### Islámské období
Během muslimského dobývání Levanty vzdorovali obyvatelé města armádě generála Chálida ibn al-Valída (léto 634). Později byli ale poraženi a arabská armáda město dobyla a řádně vyplenila. Během vlády Abdulmalika, chalífy z rodu Umajjovců, užíval město jeho syn Al-Valíd I. jako výchozí základnu pro vojenské operace. Al-Valíd II., který proslul jako neschopný vládce, vlastnil během své krátké vlády (743–744) části Umajjovského paláce, nacházejícím se v Karajtínu.
Ke konci roku 1104 zemřel ve městě Seldžucký emír Suqman ibn Artuq při své cestě do Damašku, kam byl předvolán vládcem města Zahírem ad-Dín Tugtekinem. Arabský zeměpisec řeckého původu Yaqut al-Hamawi ar-Rumi navštívil Karajtín začátkem 13. století a popsal jej jako velkou vesnici náležící k Homsu a ležící na pouštní stezce mezi městy Homs, Palmýra, Arak a Suchna. Zaznamenal též, že obyvatelstvo je křesťanské. Roku 1260 10 000 mongolských válečníků přepadlo město a celou oblast obklíčilo. Později téhož roku mamlúcké jednotky pod velením emíra Salara zahnaly Mongoly zpět ke Karajtínu.

### Osmanská nadvláda
V 19. století ekonomika města závislá hlavně na příjmu obchodu velbloudích karavan prudce klesla. K tomuto jevu došlo hlavně kvůli novým technickým pokrokům a novým vynálezům, v tomto případě hlavně železnice a parní lodě. Tato skutečnost zapříčinila, že počty poutníků do Mekky, kteří procházeli přes Karajtín značně klesly a lidé z města, které poutníci využívali jako průvodce neměli dostatečné příjmy. V polovině století během vlády egyptského guvernátora Ibrahima Paši byl Karajtín malou vesnicí s domy z blátěných cihel. V roce 1838 tvořili obyvatelstvo sunničtí muslimové a křesťané.
V padesátých letech 19. století bylo město popisováno jako velká vesnice, kde zhruba dvě třetiny obyvatel tvořili muslimové a zbytek pak křesťané. Většina zdejších křesťanů se hlásila k Syrské pravoslavné církvi (jakobité), ale někteří z nich konvertovali ke katolictví, což byl v této době rozšířený trend. Během své návštěvy v roce 1913 popsal americký cestovatel Lewis Gatson Leary Karajtín jako "špinavou díru". Na začátku 20. století britská spisovatelka Gertrude Bellová zaznamenala, že v té době sídlil v Karajtínu jeden z největších syrských banditů, Fajjád Aga.

### Syrská občanská válka
Po většinu války si město zachovalo neutrální postoj. Rada starších se dohodla jak se syrskou vládou, tak s povstalci, že město nebude předmětem bojů. Město má, ale důležitou strategickou pozici, protože leží na křižovatce mezi severní a jižní částí země. Karajtín tedy sloužil jako jakési "potrubí", přes které povstalci pašovali zbraně z Damašku a přes které syrská armáda zásobovala přeskupovala své jednotky na severu a západě. Karajtín využívali také zběhové, kteří tudy přecházeli "na druhou stranu".

#### Okupace Islámským státem
5. srpna 2015 dobyli město teroristé z Islámského státu. Pro Islámský stát bylo město důležité, protože leží na dálnici Damašek-Homs. 6. srpna ISIS unesl z města 230 civilistů, včetně nejméně 60 křesťanů. Teroristům se dokonce podařilo podniknout několik ofenzív a přerušovaně ovládnout město Mahín na západ od něj. 21. srpna IS zveřejnil fotografie zničeného Kláštera svatého Juliána. Některé z částí této památky byly přes 1500 let staré. 3. dubna 2016 se syrském vládním jednotkám podařilo po několikaměsíční ofenzívě město osvobodit.